# Elizabeth Wiskemann
Elizabeth Meta Wiskemann (* 13. August 1899 in Sidcup, Kent; † 5. Juli 1971 in London) war eine britische Historikerin, Mitarbeiterin des britischen Nachrichtendienstes PID und Journalistin.

## Leben
Wiskemann wurde geboren in der Familie des Kaufmanns Heinrich Odomar Hugo Wiskemann, der seit den 1860er Jahren in England lebte. Ihre Ausbildung bekam sie an der Notting Hill High School und am Newnham College an der University of Cambridge. 1921 erhielt sie den Master of Letters für eine Studie über Napoleon III.
1930 besuchte sie erstmals Berlin und war begeistert von dem bunten Leben in der Stadt zur Endzeit der Weimarer Republik. Von nun an lebte sie jeweils sechs Monate im Jahr in dieser Stadt und arbeitete neben ihrer Dozententätigkeit in Cambridge als Journalistin. Sie war befreundet mit den britischen Korrespondenten Frederick Voigt (The Guardian) und Norman Ebbutt (The Times). Durch ihre deutschen Freunde begann sie, sich auch politisch zu engagieren und sie wurde eine engagierte Gegnerin der Nationalsozialisten. Im Juli 1936 wurde sie deshalb von der Gestapo verhaftet und aus dem Deutschen Reich ausgewiesen. 1937 wurde sie vom Royal Institute of International Affairs beauftragt mit einer Studie über die ethnischen Deutschen im Sudetenland. Die Ergebnisse veröffentlichte sie in ihren ersten beiden Büchern: Czechs and Germans (1938) und Undeclared War (1939).
Die Zeit des Zweiten Weltkriegs verbrachte Wiskemann in der Schweiz. Offiziell war sie angestellt als Assistentin des Presseattachés des britischen Vertreters in Bern, ab 1941 war sie auch formell akkreditiert als Vize-Presseattaché. Hauptsächlich arbeitete sie allerdings für den staatlichen britischen Nachrichtendienst Political Intelligence Department (PID) – ihre Dienststelle wurde im Juli 1940 in die Special Operations Executive (SOE) integriert und wegen anhaltender Reibereien innerhalb der britischen Kommandostrukturen ein Jahr später verselbständigt als Political Warfare Executive. Wiskemann erarbeitete Lageeinschätzungen über Ungarn und Deutschland und die von der Wehrmacht besetzten Gebiete. Dazu nutzte sie auch ihre Kontakte zu oppositionellen Kreisen in Berlin, darunter war auch Hans Bernd Gisevius. Der ehemalige Regierungsrat gehörte seit 1938 zu den Kreisen der deutschen Militär-Opposition und war bereits in deren erste Attentatspläne 1938 eingeweiht. Er wurde nach dem deutschen Überfall auf Polen zum Amt Ausland/Abwehr im Oberkommando der Wehrmacht unter Admiral Wilhelm Canaris eingezogen und residierte als deren Agent in der Schweiz. Zu Wiskemanns nachrichtendienstlich-relevanten Kontakten in der Schweiz gehörte auch Rudolf Rößler. Daneben hatte sie einen regelmäßigen Informationsaustausch mit dem OSS-Residenten in der Schweiz Allen Dulles. Zu ihren Mitarbeitern bei der nachrichtendienstlichen Tätigkeit gehörte unter anderem der deutsche Antifaschist Harry Bergholz (1880–1955).
Nach dem Krieg kehrte Wiskemann nach England zurück. Zeitweise arbeitete sie dann als Korrespondentin in Rom. 1949 publizierte sie The Rome-Berlin Axis, eine geschichtswissenschaftliche Abhandlung über die Beziehungen zwischen Adolf Hitler und Benito Mussolini und die deutsch-italienischen Beziehungen während des Krieges.
In den 1950er und 1960er Jahren war sie als akademische Lehrerin an verschiedenen Universitäten in Großbritannien tätig, darunter die University of Oxford, die University of Edinburgh und die University of Sussex.
1968 veröffentlichte sie ihre Memoiren The Europe I Saw.

## Schriften (Auswahl)
- Czechs and Germans. (1938)
- Undeclared War. (1939)
- Italy. (1947)
- The Rome-Berlin Axis. (1949)
- Germany’s Eastern Neighbours. (1956)
- A Great Swiss Newspaper: the Story of the Neue Zürcher Zeitung. (1959)
- The Europe of the Dictators. (1966)
- The Europe I Saw. (1968) Deutsch: Erlebtes Europa. Ein politischer Reisebericht 1930 bis1945. Verlag Hallwag, Bern, Stuttgart 1969.
- Fascism in Italy. (1969)
- Italy Since 1945. (1971)
- Kapitel Germany, Italy and Eastern Europe in C. L. Mowat, The New Cambridge Modern History, Band 12, 1968